# Клан Макникейл

Герб вождей клана Макникейл

Клан Макникейл (шотл. — Clan MacNeacail, Clan MacNicol), также известен как клан Макникол — один из кланов горной Шотландии (Хайленда). Владел землями на острове Скай. В давние времена клан имел владения также на острове Льюис, а также в основной части Шотландии. Но эти земли были утрачены в результате династического брака наследницы этих земель из клана Макникейл с вождем клана Маклауд. В исторических документах первым упоминанием о клан есть запись о Джоне Мак Накиле как о стороннике английского короля Эдуарда I Плантагенета. Следующее упоминание в исторических документах о клане Макникейл есть в документах XVI века, когда клан жил и владел землями на острове Скай. В XVII веке гэльский название Макникейл заменили на английский Николсон, но это название имел совсем другой клан иного происхождения. Сейчас часть людей клана Макникейл продолжает носить фамилию Николсон, но большинство вернули фамилию и название клана Макникейл, чтобы отличаться от клана Николсон.

## История клана Макникейл

### Происхождение
На протяжении веков клан жил и владел землями в местности Тротерниш (гэльск. — Trotternish) на острове Скай. Есть запись об этом в исторических документах, которые датируются 1507 годом. Однако Хью Макдональд в XVII веке писал, что клан в более давние времена поселился на острове Скай. Есть несколько родословных, которые описывают древнюю историю клана Макникейл. Одна из таких родословных датируется 1467 годом. Там указывается как предок клана Эван сын Джона сына Никейла (Никола). Название Никейл считается образованной от слов гэльского и норвежского языка. Однако скандинавская версия происхождения клана исключается. В Средние века остров Скай был частью Королевства Островов — королевства, которое образовали кельты и викинги. Это королевство стало частью королевства Шотландия в 1266 году в результате Пертского договора. Ирландский историк Джон О’Харт описал генеалогию клана Макникейл, начиная с Адама и Евы, включив в предков клана ирландского короля Бреогана и верховного короля Ирландии Лугайда Мак Кона.

### Ранняя история клана Макникейл
Есть упоминания в исторических документах XIV века о Джоне Мак Накиле или Мак Накилде. Упоминается также Джон Мак Никол в документе, который датируется 1467 годом. Записи XIV века касаются сторонника английского короля Эдуарда I Плантагенета во время войн за независимость Шотландии. Один из документов является письмом короля Эдуарда I, написанного к своим сторонникам в Шотландии. Там упоминаются Вильгельм, граф Росс, Лахлан Макруайри и Джон Мак Накил. В 1314 и 1315 году король Англии Эдуард II писал в трех документах к своим сторонникам в Шотландии — Джону Макдугалу Аргайлскому, Дональду и Годфри (очевидно из клана Макдональд), сэру Патрику Грэму и Джона Мак Накилду. Судя по этим документам, Джон Мак Накилд был влиятельным вождем на Гебридских островах. В конце XIV века Барбур Брус написал поэму, где упоминается Макникол, который принимал участие в осаде Эдуардом Брюсом замка Каррикфергус в 1316 году.

### Исторические предания
Согласно историческим преданиям шотландских кланов, клан Макникейл владел землями на острове Льюис, но потерял эти владения вследствие брака наследницы этих земель с вождем клана Маклауд. В рукописи Баннатин указывается, что клан Макникейл происходит от королей острова Мэн и что клан потерял все свои владения на острове Льюис в результате брака. Также в рукописи говорится, что одна ветвь клана Макникейл жила в местности Уотерниш на острове Скай, близ земель клана Маклауд. В других исторических преданиях рассказывается, что клан Макникейл владел землями Ассинт и Коигч, замком Мик Никейл около Аллапула, который находился в основной части Шотландии.
Исторические предания клана Макдональд рассказывают, что вождь клана Макникол был убит на острове Норт-Уист Олафом Черным, королем Королевства Островов. Это произошло, судя по всему, около 1153 года — даты смерти Олафа Черного. Однако, возможно, эта история касается не Олафа Черного, а его деда Олафа Рыжего. Есть также версия, что нынешний герб вождей клана Маклауд включает элементы герба вождей клана Макникейл, который перешел к ним вместе с землями.

### XVII—XIX века
Во время Гражданской войны на Британских островах клан Макникейл воевал на стороне клана Макдональд из Слита.
Преподобный Дональд Николсон из Скоррибрека (ум. 1698/1702), вождь клана Макникейл в XVII веке, имел 23-х детей, он стал предком многих семей на острове Скай. В 1689 году Дональд отказался присягать на верность новому королю Англии Вильгельму III Оранскому, за это его преследовали и изгнали из прихода, лишили титулов и должностей. Нет никаких доказательств того, что вожди клана Макникейл поддерживали движение и восстание якобитов, но предания и легенды утверждают, что люди из клана Макникейл принимали участие в битве при Каллодене (1746) в рядах якобитов и после поражения восстания укрывали главарей восстания и принца Карла Стюарта. Клан сохраняет даже прядь волос и чашу, которые, по их словам, принадлежали принцу, когда он находился на землях Скоррибрек. Еще один человек из клана — Дональд Николсон из Разея тоже укрывал самозванца после поражения восстания. Дональда потом схватили и пытали, но он не выдал тайны, где скрывается принц. Александр Маккензи в своей «Истории клана Маккензи» утверждает, что Ангус Николсон из Сторноуэя поднял 300 мужчин с острова Льюис и присоединился к якобитов.
В XIX веке положение клана Макникейл ухудшилось, много людей клана вынуждены были эмигрировать. В 1826 году сын вождя клана Макникейл поселился на острове Тасмания.

### XX век
В 1934 году Норман Александр Николсон, наследник должности вождя клана Макникейл, получил право обладать гербом вождей клана, на котором изображены три головы ястребов, эмблема (гребень) с девизом SGORR-A-BHREAC. В 1980 году сын Нормана Александр подал прошение признать его вождем клана Макникейл. Он проживает ныне городе Баллина (Новый Южный Уэльс, Австралия).

### Замки клана Макникейл
- Замок Макникол — известный также как замок Сторноуэй на острове Льюис. Этот замок был главным замком клана Макникейл, но потом он перешел во владение клана Маклауд в результате династического брака. Замок имел богатую историю, был захвачен и разрушен войсками Оливера Кромвеля.
- Замок Скоррибрек — на острове Скай. Был некоторое время резиденцией вождей клана Макникейл. Возможно, достался клану после битве при Ларгсе в 1263 году. Считается, что король Шотландии Яков V Стюарт провел ночь в этом замке в 1540 году. В XIX году вождь клана продал этот замок и земли вокруг него клана Макдональд.

## Вождь клана
В настоящее время вождем является Джон Макникол из Макникола и Скоррибрека, 34-й вождь клана Макникол.

## Септы клана
Септы (Septs) и варианты фамилий Макникол и Николсон: MacNeacail(l), MacNecail(l), MacNicael(l), MacNichel(l), MacNichel(l), MacNichel(l), MacNichol(s), MacNicholas, MacNicholl(s), MacNickel(s), MacNickell(s), MacNickle(s), MacNickol(s), MacNickoll(s), MacNicol(s), MacNicoll(s), MacReacail, MacRickle, MakNychol(l), McNichol, MhicNeacail, M’Nychol(l), M’Nychole, Neclasson, Necole(s), Necolson, Nicail(l), Niccol(s), Niccoll(s), Nichael, Nichel(s), Nichoal, Nicholai, Nichol(s), Nicholas(s), Nicholaisen, Nicholassen, Nicholay, Nichold(s), Nichole(s), Nicholl(s), Nicholson(e), Nicholsoun, Nickal(s), Nickall(s), Nickel(s), Nickell(s), Nickelson, Nickerson, Nickisson, Nicklas(s), Nickle(s), Nickold(s), Nickole(s), Nickol(s), Nickoll(s), Nickolson, Nickson, Niclasson, Nicol(s), Nicolaisen, Nicoll(s), Nicollsoun, Nicolson, Niklesson, Niochol(l), Nix(on), Nuccle(s), Nuccol, Nuckall, Nuckel(s), Nuckelson, Nuckle, Nuckoll, Nucolsone, Nychol(l), Nycholay(i), Nycholson, Nycholsoun, Nycol(s), Nycoll(s).